# Consorti dei sovrani dell'impero romano
Questo è un elenco delle donne che furono consorti dell'imperatore romano, il sovrano dell'impero romano.
I Romani non avevano nessun singolo termine per la posizione: furono utilizzati il titolo latino di augusta (derivato dal titolo onorifico conferito al Ottaviano). Nel III secolo, la moglie dell'imperatore poteva anche ricevere i titoli di mater castrorum (madre degli accampamenti) e mater patriae (madre della patria). Non tutte le consorti degli imperatori ebbero il titolo di augusta, e non tutte le augustae furono mogli di imperatori, dato che il titolo era concesso anche a madri, sorelle o figlie degli imperatori regnanti.
Più tardi, nell'impero bizantino, furono utilizzati i titoli greci quali caesarissa o kaisarissa (derivato da Giulio Cesare), Basìlissa ton romaíon (Βασίλισσα τῶν Ῥωμαίων), equivalente a "Imperatrice/Regina dei Re dei Romani", la forma femminile di basileus, e autokratorissa, la forma femminile di autocrate. Un altro titolo delle imperatrici bizantine era eusebestatē augousta ("piissima augusta"); erano anche chiamate kyria ("signora") o despoina (δέσποινα), la forma femminile di "despota". Alcune caesarisse e despoine non furono mai imperatrici e nell'Impero Romano d'Oriente questi titoli spesso sono equivalenti al termine moderno "principessa ereditaria".
Non è nota alcuna imperatrice regnante dell'Impero romano e dell'Impero romano d'Occidente, sebbene sia stata avanzata l'ipotesi che Ulpia Severina abbia governato nel suo pieno diritto per qualche tempo dopo la morte del marito Aureliano. 
Al contempo vi fu l'augusta Giulia Mamea che fu di certo coreggente con il figlio Alessandro Severo con il titolo di consors imperiii
L'Impero romano d'Oriente ebbe tre imperatrici regnanti ufficiali: Irene, Zoe e Teodora. Non ci fu mai un imperatore consorte di sesso maschile (cioè il marito di un'imperatrice regnante); tuttavia, molte coppie di marito e moglie, in particolare Giustiniano e Teodora, furono co-regnanti simultanei.
Variazioni del titolo includono:
- Imperatrice di Roma
- Imperatrice dell'Impero Romano
- Imperatrice Romana
- Imperatrice dell'Impero Romano d'Occidente
- Imperatrice Romana Occidentale
- Imperatrice dell'Impero Romano d'Oriente
- Imperatrice Romana Orientale
- Basilissa dei Romei (Imperatrice dei Romani)
- Imperatrice di Romania

Varianti cristiano occidentale e moderne:
- Imperatrice dell'Impero di Bisanzio
- Imperatrice bizantina
- Imperatrice di Bisanzio
- Imperatrice di Costantinopoli
- Imperatrice dei Greci

## Imperatrici consorti dell'Impero romano

### Dinastia giulio-claudia (27 a.C.–68 d.C.)
| Immagine | Nome italiano, latino                   | Padre                                               | Nascita            | Matrimonio         | Diventò Imperatrice | Cessò di essere Imperatrice | Morte | Consorte |
| -------- | --------------------------------------- | --------------------------------------------------- | ------------------ | ------------------ | ------------------- | --- | --- | -------- |
|          | Livia Drusilla (Livia Drusilla Claudia) | Pretore Marco Livio Druso Claudiano                 | 30 gennaio 58 a.C. | 17 gennaio 38 a.C. | 16 gennaio 27 a.C.  | 19 agosto 14 | 29 vecchiaia | Augusto  |
|          | Livia Orestilla (Livia Horestilla)      | ?                                                   | ?                  | 37 o 38            | 37 o 38             | Pochi giorni dopo il matrimonio | Ripudiata, morì in esilio | Caligola |
|          | Lollia Paolina (Lollia Paullina)        | Console Marco Lollio Paolino minore                 | ?                  | 38                 | 38                  | Sei mesi dopo | Fu costretta al suicidio nel 49 per ordine di Agrippina minore                                                                                          | Caligola |
|          | Milonia Cesonia (Milonia Caesonia)      | Cesonio                                             | 6                  | fine 39/inizio 40  | fine 39/inizio 40   | 24 gennaio 41 Assassinata assieme alla figlia Giulia Drusilla poche ore dopo l'assassinio del marito                                                    | 24 gennaio 41 Assassinata assieme alla figlia Giulia Drusilla poche ore dopo l'assassinio del marito                                                    | Caligola |
|          | Valeria Messalina (Valeria Messalina)   | Senatore Marco Valerio Messalla Barbato             | 17/20 circa        | 37/38              | 24 gennaio 41       | Assassinata per adulterio ed aver cospirato contro suo marito. Si dice fu assassinata da Claudio stesso negli Horti Lucullani, dove la strangolò nel 48 | Assassinata per adulterio ed aver cospirato contro suo marito. Si dice fu assassinata da Claudio stesso negli Horti Lucullani, dove la strangolò nel 48 | Claudio  |
|          | Agrippina minore (Iulia Agrippina)      | Console Germanico Giulio Cesare                     | 6 novembre 15      | 31 dicembre 49     | 31 dicembre 49      | 13 ottobre 54 | Marzo 59, assassinata dai sicari del suo stesso figlio, Nerone                                                                                          | Claudio  |
|          | Claudia Ottavia (Claudia Octavia)       | Imperatore Tiberio Claudio Cesare Augusto Germanico | fine 39/inizio 40  | 9 giugno 53        | 13 ottobre 54       | 1º gennaio 61 | 8 giugno 62 Fu fatta assassinare dall'ex marito Nerone. La sua tragica fine è narrata negli Annales di Tacito                                           | Nerone   |
|          | Poppea Sabina (Poppaea Sabina)          | Pretore Tito Ollio                                  | 30                 | 62                 | 62                  | 65 | 65 | Nerone   |
|          | Statilia Messalina (Statilia Messalina) | Console Tito Statilio Tauro Corvino (probabilmente) | 35 circa           | 66.                | 66.                 | 9 giugno 68 | Dopo il 69 | Nerone   |

### Anno dei quattro imperatori (68–69)
| Immagine | Nome italiano, latino             | Padre                      | Nascita  | Matrimonio | Diventò Imperatrice | Cessò di essere Imperatrice | Morte      | Consorte |
| -------- | --------------------------------- | -------------------------- | -------- | ---------- | ------------------- | --------------------------- | ---------- | -------- |
|          | Galeria Fundana (Galeria Fundana) | Galerio, un pretore romano | 40 circa | 50 circa   | Marzo 69            | Dicembre 69                 | Dopo il 69 | Vitellio |

### Dinastia flavia (68–96)
| Immagine | Nome italiano, latino             | Padre                           | Nascita  | Matrimonio | Diventò Imperatrice | Cessò di essere Imperatrice           | Morte         | Consorte  |
| -------- | --------------------------------- | ------------------------------- | -------- | ---------- | ------------------- | ------------------------------------- | ------------- | --------- |
|          | Domizia Longina (Domitia Longina) | generale Gneo Domizio Corbulone | 53 circa | 70 circa   | 14 settembre 81     | 18 settembre 96 Assassinio del marito | 126/130 circa | Domiziano |

### Imperatori adottivi (96–192)
| Immagine | Nome italiano, latino                                 | Padre                                           | Nascita                          | Matrimonio                       | Diventò Imperatrice                                                                      | Cessò di essere Imperatrice           | Morte | Consorte      |
| -------- | ----------------------------------------------------- | ----------------------------------------------- | -------------------------------- | -------------------------------- | ---------------------------------------------------------------------------------------- | ------------------------------------- | --- | ------------- |
|          | Pompeia Plotina (Pompeia Plotina Claudia Phoebe Piso) | ?                                               | ?                                | ?                                | 28 gennaio 98                                                                            | 8 agosto 117 Morte del marito         | 121/122 | Traiano       |
|          | Vibia Sabina (Vibia Sabina)                           | politico Lucio Vibio Sabino                     | 80 circa                         | 100                              | 10 agosto 117                                                                            | 136 o 137                             | 136 o 137 | Adriano       |
|          | Faustina maggiore (Annia Galeria Faustina)            | console Marco Annio Vero                        | 21 settembre 100                 | 110/115                          | 11 luglio 138                                                                            | 141                                   | 141 | Antonino Pio  |
|          | Faustina minore (Annia Galeria Faustina)              | Imperatore Antonino Pio (Dinastia antoniniana)  | 16 febbraio tra il 125 ed il 130 | 13 maggio 145                    | 8 marzo 161 come co-imperatrice consorte marzo 169 come unica imperatrice consorte       | 175                                   | 175 | Marco Aurelio |
|          | Lucilla (Annia Aurelia Galeria Lucilla)               | Imperatore Marco Aurelio (Dinastia antoniniana) | 7 marzo 148/150                  | 164 come co-imperatrice consorte | 164 come co-imperatrice consorte                                                         | Marzo 169 Morte del marito            | Fu esiliata a Capri nel 181 con la figlia e Numidia, sorella dell'ex console Marco Numidio Quadrato, per aver organizzato una congiura contro Commodo. Un anno dopo Commodo inviò un centurione per assassinare le tre donne (182). | Lucio Vero    |
|          | Bruzia Crispina (Bruttia Crispina)                    | console Lucio Fulvio Gaio Bruttio Presente      | 164                              | Luglio del 178                   | luglio del 178 come co-imperatrice consorte 18 marzo 180 come unica imperatrice consorte | 31 dicembre 192 Assassinio del marito | 193 Assassinata | Commodo       |

### Guerra civile romana (193-197)
| Immagine | Nome italiano, latino               | Padre                           | Nascita | Matrimonio | Diventò Imperatrice | Cessò di essere Imperatrice         | Morte       | Consorte       |
| -------- | ----------------------------------- | ------------------------------- | ------- | ---------- | ------------------- | ----------------------------------- | ----------- | -------------- |
|          | Flavia Tiziana (Flavia Titiana)     | senatore Tito Flavio Sulpiciano | ?       | ?          | 1º gennaio 193      | 28 marzo 193 Assassinio del marito  | Dopo il 193 | Pertinace      |
|          | Manlia Scantilla (Manlia Scantilla) | (gens Manlia)                   | ?       | ?          | 28 marzo 193        | 1º giugno 193 Assassinio del marito | Dopo il 193 | Didio Giuliano |

### Dinastia dei Severi (193–217)
| Immagine | Nome italiano, latino                      | Padre                               | Nascita   | Matrimonio    | Diventò Imperatrice | Cessò di essere Imperatrice     | Morte                                                                                        | Consorte        |
| -------- | ------------------------------------------ | ----------------------------------- | --------- | ------------- | --- | ------------------------------- | -------------------------------------------------------------------------------------------- | --------------- |
|          | Giulia Domna (Iulia Domna)                 |                                     | 170       | 180 circa     | 14 aprile 193 come co-imperatrice consorte febbraio 197 come unica imperatrice consorte aprile 202 come maggiore imperatrice consorte | 4 febbraio 211 Morte del marito | 217 Venuta a sapere della morte del figlio, Caracalla, si suicidò lasciandosi morire di fame | Settimio Severo |
|          | Fulvia Plautilla (Publia Fulvia Plautilla) | Gaio Fulvio Plauziano (Gens Fulvia) | 182 circa | 13 maggio 145 | Aprile 202 come co/minore imperatrice consorte                                                                                        | 22 gennaio 205 Divorzio         | Mandata in esilio a Lipari, venne giustiziata per ordine dell'ex marito nel 212              | Caracalla       |

### Breve impero di Macrino (217–218)
| Immagine | Nome italiano | Padre | Nascita | Matrimonio | Diventò Imperatrice | Cessò di essere Imperatrice | Morte | Consorte |
| -------- | ------------- | ----- | ------- | ---------- | ------------------- | --------------------------- | ----- | -------- |
|          | Nonia Celsa   | ?     | ?       | ?          | 8 aprile 217        | Giugno 218                  | ?     | Macrino  |

### Dinastia dei Severi (218–235)
| Immagine | Nome italiano, latino                                            | Padre                                             | Nascita | Matrimonio  | Diventò Imperatrice | Cessò di essere Imperatrice                                                                         | Morte | Consorte          |
| -------- | ---------------------------------------------------------------- | ------------------------------------------------- | ------- | ----------- | ------------------- | --------------------------------------------------------------------------------------------------- | ----- | ----------------- |
|          | Giulia Cornelia Paula (Iulia Cornelia Paula)                     | Giulio Cornelio Paulo (Gens Cornelia)             | ?       | Autunno 219 | Autunno 219         | inizio 220 Divorzio                                                                                 | ?     | Eliogabalo        |
|          | Aquilia Severa (Iulia Aquilia Severa)                            | Quinto Aquilio                                    | ?       | 220         | 220                 | 221 Divorzio                                                                                        | ?     | Eliogabalo        |
|          | Annia Faustina (Annia Faustina)                                  | senatore e console Tiberio Claudio Severo Proculo | ?       | Luglio 221  | Luglio 221          | 221 Divorzio                                                                                        | ?     | Eliogabalo        |
|          | Aquilia Severa (Iulia Aquilia Severa)                            | Quinto Aquilio                                    | ?       | 221         | 221                 | 222 Assassinio del marito                                                                           | ?     | Eliogabalo        |
|          | Sallustia Orbiana (Gnaea Seia Herennia Sallustia Barbia Orbiana) | Seio Sallustio                                    | ?       | 225/226     | 225/226             | 227 Mandata in esilio su ordine di Giulia Mamea, contro il volere dell'imperatore (figlio di Mamea) | ?     | Alessandro Severo |

### Crisi del III secolo (235–284)
| Immagine | Nome italiano, latino                                      | Padre                                       | Nascita       | Matrimonio    | Diventò Imperatrice | Cessò di essere Imperatrice                      | Morte                                  | Consorte         |
| -------- | ---------------------------------------------------------- | ------------------------------------------- | ------------- | ------------- | --- | ------------------------------------------------ | -------------------------------------- | ---------------- |
|          | Cecilia Paolina (Caecilia Paulina)                         | ?                                           | ?             | ?             | 20 marzo 235 | 235/236                                          | 235/236                                | Massimino Trace  |
|          | Furia Sabina Tranquillina (Furia Sabina Tranquillina)      | prefetto del pretorio Timesiteo             | 225 circa     | Maggio 241    | Maggio 241 | 11 febbraio 244                                  | Dopo il 244                            | Gordiano III     |
|          | Marcia Otacilia Severa (Marcia Otacilia Severa)            | Otacilio Severo o Severiano (Gens Otacilia) | ?             | 234           | febbraio 244 | 248 (presunta morte) oppure 249 Morte del marito | 248 ?                                  | Filippo l'Arabo  |
|          | Erennia Etruscilla (Annia Cupressenia Herennia Etruscilla) | ?                                           | Settembre 249 | Prima del 230 | settembre/ottobre 249 | 1º luglio 251 Morte del marito in battaglia      | Dopo il 253                            | Decio            |
|          | Afinia Gemina Bebiana                                      | ?                                           | ?             | ?             | Giugno 251 (Mai incoronata) | Agosto 253 Morte del marito                      | ?                                      | Treboniano Gallo |
|          | Cornelia Supera (Gaia Cornelia Supera)                     | ?                                           | ?             | ?             | Luglio 253 | Settembre 253 Assassinio del marito              | ?                                      | Emiliano         |
|          | Cornelia Salonina (Cornelia Salonina)                      | ?                                           | ?             | 243 ?         | Ottobre 253 | Forse uccisa assieme al marito nel 268           | Forse uccisa assieme al marito nel 268 | Gallieno         |
|          | Ulpia Severina (Ulpia Severina)                            | ?                                           | ?             | ?             | settembre 270 Forse fu la prima e unica Imperatrice Romana a regnare da sola, a testimonianza di ciò sono le monete databili all'ultimo anno di vita del marito con la sigla "CONCORDIA AVG". | settembre o ottobre 275 Morte del marito         | ?                                      | Aureliano        |
|          | Magnia Urbica (Magnia Urbica)                              | ?                                           | ?             | ?             | 282 come Caesarissa in Occidente tardo luglio/principio di agosto del 283 come unica imperatrice consorte 20 novembre 284 in conflitto con l'imperatrice Prisca                               | 285 Assassinio del marito                        | ?                                      | Carino           |

### Tetrarchia di Diocleziano e dinastia costantiniana (284–364)
| Immagine | Nome italiano, latino                                  | Padre                                              | Nascita     | Matrimonio                                                  | Diventò Imperatrice | Cessò di essere Imperatrice                                                                                                 | Morte | Consorte       |
| -------- | ------------------------------------------------------ | -------------------------------------------------- | ----------- | ----------------------------------------------------------- | --- | --- | --- | -------------- |
|          | Prisca (Prisca)                                        | ?                                                  | ?           | ?                                                           | 20 novembre 284 in conflitto con l'imperatrice Magnia Urbica 285 come unica imperatrice 1º aprile 286 come co-imperatrice consorte in Oriente | 1º maggio 305 Abdicazione del marito                                                                                        | 315 Dopo la morte di Galerio fu esiliata in Siria assieme alla figlia, Valeria Galeria, e al nipote, Candiniano. In seguito assassinata. | Diocleziano    |
|          | Eutropia (Eutropia)                                    |                                                    | ?           | 283 circa                                                   | 21 luglio/25 luglio 285 come Caesarissa 1º aprile 286 come co-imperatrice consorte in Occidente tardo 306 il marito si dichiara Augusto | Luglio 310 Morte del marito                                                                                                 | Dopo il 325 | Massimiano     |
|          | Flavia Massimiana Teodora ( Flavia Maximiana Theodora) | generale Afranio Annibaliano                       | ?           | 293                                                         | 293 come Caesarissa 1º maggio 305 come imperatrice consorte in Occidente | 25 luglio 306 | ? | Costanzo Cloro |
|          | Galeria Valeria (Galeria Valeria)                      | Imperatore Diocleziano                             | ?           | 293                                                         | 1º marzo/21 maggio 293 come Caesarissa 1º maggio 305 come imperatrice consorte in Oriente | 5 maggio 311 Morte del marito per gangrena                                                                                  | 315 Fu condannata a morte da Licinio, fuggì per un anno ma fu trovata ed assassinata                                                     | Galerio        |
|          | Valeria Massimilla (Valeria Maximilla)                 | Imperatore Galerio                                 | ?           | 293 circa                                                   | 28 ottobre 306 imperatrice consorte in Occidente | 28 ottobre 312 Morte del marito                                                                                             | ? | Massenzio      |
|          | Minervina (Minervina)                                  | ?                                                  | ?           | ?                                                           | 25 luglio 306 come Cesarissa | Prima del 307 Ripudiata o addirittura morta                                                                                 | 307 ? | Costantino I   |
|          | Fausta (Fausta Maxima Flavia)                          | Imperatore Massimiano                              | 289         | 307                                                         | 307 come Cesarissa in Occidente 309 marito proclamato ad essere imperatore aprile 310 accettato in Oriente 29 ottobre 312 indiscussa imperatrice-consorte in Occidente, imperatrice-consorte maggiore nell'impero 19 settembre 324 imperatrice consorte di impero unito | 326 Fece uccidere il figliastro Crispo accusandolo di averla sedotta. Il marito per vendetta l'affogò in un bagno bollente. | 326 Fece uccidere il figliastro Crispo accusandolo di averla sedotta. Il marito per vendetta l'affogò in un bagno bollente.              | Costantino I   |
|          | Flavia Giulia Costanza (Flavia Iulia Constantia)       | Imperatore Costanzo Cloro (dinastia Costantiniana) | Dopo il 293 | 313                                                         | 313 come imperatrice consorte in Oriente | 324 Ritorno di Costantino I                                                                                                 | 330 circa | Licinio        |
|          | figlia di Giulio Costanzo                              | Giulio Costanzo (dinastia costantiniana)           | ?           | 335 o 336                                                   | 335 o 336 come Cesarissa 22 maggio 337 come co-imperatrice consorte 350 come unica-imperatrice consorte nell'impero | 353/354 | ? | Costanzo II    |
|          | Eusebia (Eusebia)                                      | console Flavio Eusebio                             | ?           | 353 come unica-imperatrice consorte nell'impero             | 353 come unica-imperatrice consorte nell'impero | 360 | 360 | Costanzo II    |
|          | Faustina )                                             | ?                                                  | ?           | Inverno del 360 come unica-imperatrice consorte nell'impero | Inverno del 360 come unica-imperatrice consorte nell'impero | 3 novembre 361 Morte del marito                                                                                             | Dopo il 366 | Costanzo II    |
|          | Elena (Helena)                                         | Imperatore Costantino I (dinastia Costantiniana)   |             |                                                             | Novembre 355 come Cesarissa Febbraio 360 come imperatrice consorte | 360 | 360 | Giuliano       |
|          | Charito                                                | militare Lucilliano                                | ?           | ?                                                           | 27 giugno 363 | 17 febbraio 364 | Dopo il 380 | Gioviano       |

### Dinastia valentiniana (364–379)
| Immagine | Nome italiano, latino                                                | Padre                                           | Nascita       | Matrimonio                                                                | Diventò Imperatrice                                                       | Cessò di essere Imperatrice                                                                                             | Morte     | Consorte       |
| -------- | -------------------------------------------------------------------- | ----------------------------------------------- | ------------- | ------------------------------------------------------------------------- | ------------------------------------------------------------------------- | --- | --------- | -------------- |
|          | Marina Severa (Marina Severa)                                        | ?                                               | ?             | ?                                                                         | 364 circa come co-imperatrice romana                                      | 370 Ripudiata | ?         | Valentiniano I |
|          | Giustina (Iustina)                                                   | Giusto, governatore di Picenum                  | 340 circa     | 370 circa come co-imperatrice romana 375 come reggente dell'Impero romano | 370 circa come co-imperatrice romana 375 come reggente dell'Impero romano | 17 novembre 375 Morte del marito per un ictus 388 Il figlio Valentiniano II, effettivo imperatore, compì diciotto anni. | 388 circa | Valentiniano I |
|          | Albia Dominica (Albia Domnica)                                       | patrizio Petronio                               | 337 circa     | 354 circa                                                                 | 364 circa come co-imperatrice romana                                      | 378 Morte del marito nella battaglia di Adrianopoli                                                                     | ?         | Valente        |
|          | Flavia Massima Faustina Costanza (Flavia Maxima Faustina Constantia) | Imperatore Costanzo II (Dinastia costantiniana) | 361/362 circa | 374 circa                                                                 | 374 circa                                                                 | 383 | 383       | Graziano       |
|          | Leta (Laeta)                                                         | ?                                               | ?             | 383                                                                       | 383                                                                       | 25 agosto 383 Assassinio del marito                                                                                     | ?         | Graziano       |

### Dinastia teodosiana (379–395)
| Immagine | Nome italiano, latino                   | Padre                                    | Nascita | Matrimonio                                                                                           | Diventò Imperatrice                                                                                  | Cessò di essere Imperatrice                                  | Morte                                                        | Consorte   |
| -------- | --------------------------------------- | ---------------------------------------- | ------- | --- | --- | ------------------------------------------------------------ | ------------------------------------------------------------ | ---------- |
|          | Elia Flaccilla (Aelia Flavia Flaccilla) | ?                                        | 375/376 | Agosto 378 come imperatrice romana consorte in Oriente                                               | Agosto 378 come imperatrice romana consorte in Oriente                                               | 385                                                          | 385                                                          | Teodosio I |
|          | Galla (Galla)                           | Imperatore Valentiniano I (Valentiniana) | 370/375 | 387 come imperatrice romana consorte in Oriente 15 maggio 392 come unica imperatrice romana consorte | 387 come imperatrice romana consorte in Oriente 15 maggio 392 come unica imperatrice romana consorte | 394 Morì di parto dando alla luce Giovanni, che nacque morto | 394 Morì di parto dando alla luce Giovanni, che nacque morto | Teodosio I |

## Imperatrici consorti dell'Impero romano d'Occidente

### Dinastia teodosiana (395–455)
| Immagine                                                                                                 | Nome italiano, latino                                                                                    | Padre                                                   | Nascita | Matrimonio | Diventò Imperatrice | Cessò di essere Imperatrice                                                                                               | Morte           | Consorte         |
| --- | --- | ------------------------------------------------------- | ------- | --- | --- | --- | --------------- | ---------------- |
| | Maria (Maria)                                                                                            | Magister militum Stilicone                              | ?       | Febbraio 398 come imperatrice romana consorte d'Occidente | Febbraio 398 come imperatrice romana consorte d'Occidente | 407 | 407             | Onorio           |
| | Termanzia (Aemilia Materna Thermantia)                                                                   | Magister militum Stilicone                              | ?       | Onorio fu convinto a sposare la sorella di Maria sotto le pressioni della madre di quest'ultima. Si sposò nel 408 divenendo imperatrice romana consorte d'Occidente | Onorio fu convinto a sposare la sorella di Maria sotto le pressioni della madre di quest'ultima. Si sposò nel 408 divenendo imperatrice romana consorte d'Occidente | 408 circa Dopo la condanna a morte del padre e del fratello Euchemio, fu allontanata con la madre Serena. Forse divorziò. | 415             | Onorio           |
| | Galla Placidia (Aelia Galla Placidia)                                                                    | Imperatore d'Occidente Teodosio I (Dinastia teodosiana) | 392     | 1º gennaio 421 | 8 febbraio 421 come imperatrice romana consorte d'Occidente 23 ottobre 423 come reggente dell'Impero romano d'Occidente                                             | 2 settembre 421 Morte del marito 2 luglio 437 Suo figlio, Valentiniano III, effettivo imperatore, compì diciotto anni     | 27 novembre 450 | Costanzo III     |
| | Licinia Eudossia (Licinia Eudoxia)                                                                       | Imperatore d'Oriente Teodosio II (Dinastia teodosiana)  | 422     | 29 ottobre 437 come imperatrice romana consorte d'Occidente | 29 ottobre 437 come imperatrice romana consorte d'Occidente | 16 marzo 455 Assassinio del marito                                                                                        | 462             | Valentiniano III |
| 17 marzo 455 per la 2ª volta come imperatrice romana consorte d'Occidente (sposata contro il suo volere) | 17 marzo 455 per la 2ª volta come imperatrice romana consorte d'Occidente (sposata contro il suo volere) | Imperatore d'Oriente Teodosio II (Dinastia teodosiana)  | 422     | 31 maggio 455 Assassinio del marito da parte del re dei Vandali Genserico, chiamato in aiuto dalla stessa Eudossia.                                                 | Petronio Massimo | | 462             |                  |

### Non-dinastici (455–476)
| Immagine | Nome italiano, latino                                        | Padre                                                  | Nascita | Matrimonio | Diventò Imperatrice      | Cessò di essere Imperatrice                                                     | Morte | Consorte       |
| -------- | ------------------------------------------------------------ | ------------------------------------------------------ | ------- | ---------- | ------------------------ | ------------------------------------------------------------------------------- | ----- | -------------- |
|          |                                                              |                                                        |         |            |                          |                                                                                 |       | Avito          |
|          |                                                              |                                                        |         |            |                          |                                                                                 |       | Maggioriano    |
|          |                                                              |                                                        |         |            |                          |                                                                                 |       | Libio Severo   |
|          | Elia Marcia Eufemia (Aelia Marcia Euphemia)                  | Imperatore d'Oriente Marciano                          | ?       | 453        | 12 aprile 467            | 11 luglio 472 Morte del marito                                                  | ?     | Antemio        |
|          | Placidia (Placidia)                                          | Imperatore d'Occidente Valentiniano III (Valentiniana) | 439/443 | 454/ 455   | 23 marzo o 11 luglio 472 | 23 ottobre o 2 novembre 472 Morte del marito, forse per un edema                | 484 ? | Anicio Olibrio |
|          |                                                              |                                                        |         |            |                          |                                                                                 |       | Glicerio       |
|          | Nipote senza nome dell'imperatore d'Oriente Leone I il Trace | ? (Leonidi)                                            | ?       | ?          | Giugno 474               | Dal 28 agosto 475 de jure dalla Dalmazia Assassinio del marito il 22 giugno 480 | ?     | Giulio Nepote  |
|          |                                                              |                                                        |         |            |                          |                                                                                 |       | Romolo Augusto |

## Imperatrici consorti dell'Impero romano d'Oriente

### Dinastia teodosiana (395–457)
| Immagine | Nome italiano, latino, greco               | Padre                                              | Nascita        | Matrimonio                   | Diventò Imperatrice                                                                                              | Cessò di essere Imperatrice                                                       | Morte                                    | Consorte    |
| -------- | ------------------------------------------ | -------------------------------------------------- | -------------- | ---------------------------- | --- | --------------------------------------------------------------------------------- | ---------------------------------------- | ----------- |
|          | Elia Eudossia (Aelia Eudoxia)              | Flavio Bautone                                     | ?              | 27 aprile 395                | 27 aprile 395 | 6 ottobre 404 Morì a seguito di un parto                                          | 6 ottobre 404 Morì a seguito di un parto | Arcadio     |
|          | Elia Eudocia (Athenais, poi Aelia Eudocia) | Filosofo Leonzio                                   | 401 circa      | 7 giugno 421                 | 7 giugno 421 | 28 luglio 450 Morte del marito, caduto da cavallo                                 | 20 ottobre 460                           | Teodosio II |
|          | Elia Pulcheria (Aelia Pulcheria)           | Imperatore d'Oriente Arcadio (Dinastia teodosiana) | 19 gennaio 399 | 28 luglio 450 (con Marciano) | Dal 408 al 421 come reggente per il fratello Teodosio II 28 luglio 450 (per la 2ª volta come moglie di Marciano) | 421 Teodosio II, effettivo imperatore, compì diciotto anni Luglio 453 (sua morte) | Luglio 453                               | Marciano    |

### Dinastia trace (457–518)
| Immagine                        | Nome italiano, latino           | Padre                                       | Nascita   | Matrimonio | Diventò Imperatrice              | Cessò di essere Imperatrice                                 | Morte                                                                  | Consorte  |
| ------------------------------- | ------------------------------- | ------------------------------------------- | --------- | ---------- | -------------------------------- | ----------------------------------------------------------- | ---------------------------------------------------------------------- | --------- |
|                                 | Verina (Aelia Verina)           | ?                                           | ?         | ?          | 7 febbraio 457                   | 18 gennaio 474 Morte del marito per dissenteria             | 484                                                                    | Leone I   |
|                                 |                                 |                                             |           |            |                                  |                                                             |                                                                        | Leone II  |
|                                 | Ariadne (Aelia Ariadne)         | Imperatore d'Oriente Leone I Dinastia trace | 450 circa | 466/468    | 9 febbraio 474 (per la 1ª volta) | 9 gennaio 475 A causa della rivolta causata da Basilisco    | 515                                                                    | Zenone    |
|                                 | Elia Zenonide (Aelia Zenonis)   | ?                                           | ?         | ?          | 9 gennaio 475                    | Agosto 476 Riconquista del trono da parte di Zenone         | 476/477 Lasciata morire assieme al marito in una fortezza dell'Isauria | Basilisco |
|                                 | Ariadne (Aelia Ariadne)         | Imperatore d'Oriente Leone I Dinastia trace | 450 circa | 466/468    | Agosto 476 (per la 2ª volta)     | 9 aprile 491 Morte del marito per dissenteria (o epilessia) | 515                                                                    | Zenone    |
| 20 maggio 491 (per la 3ª volta) | 20 maggio 491 (per la 3ª volta) | Imperatore d'Oriente Leone I Dinastia trace | 450 circa | 515        | 515                              | Anastasio I                                                 |                                                                        |           |

### Dinastia giustinianea (518–602)
| Immagine | Nome italiano, latino, greco                   | Padre                                                              | Nascita   | Matrimonio  | Diventò Imperatrice                                                                                               | Cessò di essere Imperatrice                   | Morte | Consorte              |
| -------- | ---------------------------------------------- | ------------------------------------------------------------------ | --------- | ----------- | --- | --------------------------------------------- | --- | --------------------- |
|          | Eufemia (Lupicina, poi Euphemia)               | ?                                                                  | ?         | ?           | Luglio 518 | 524 circa                                     | 524 circa | Giustino I            |
|          | Teodora (Theodora) (Θεοδώρα)                   | Acacius                                                            | 500 circa | ?           | 1 agosto 527 | 28 giugno 548 Morì di malattia (forse cancro) | 28 giugno 548 Morì di malattia (forse cancro) | Giustiniano I         |
|          | Sofia (Aelia Sophia)                           | ?                                                                  | 530 circa | ?           | 15 novembre 565 come unica imperatrice consorte 5 ottobre 578 come co-imperatrice consorte                        | 5 ottobre 578 Morte del marito                | Dopo il 601 Fu esiliata per aver cospirato contro Tiberio II | Giustino II           |
|          | Ino Anastasia (Ino Anastasia, Aelia Anastasia) | ?                                                                  | ?         | ?           | 7 dicembre 574 Cesarissa Settembre 578 come co-imperatrice consorte 5 ottobre 578 come unica imperatrice consorte | 14 agosto 582 Morte del marito per malattia   | 593 | Tiberio II Costantino |
|          | Costantina (Costantina)                        | Imperatore d'Oriente Tiberio II Costantino (Dinastia giustinianea) | 560 circa | Autunno 582 | Autunno 582 | 27 novembre 602 Trono ursurpato da Foca       | Dopo l'assassinio del marito e dei figli, lei e le figlie si rifugiarono in Calcedonia; avendo però organizzato una congiura contro Foca, furono giustiziate nel 605. | Maurizio              |

### Non dinastico (602–610)
| Immagine | Nome italiano, latino | Padre            | Nascita | Matrimonio | Diventò Imperatrice | Cessò di essere Imperatrice                           | Morte | Consorte |
| -------- | --------------------- | ---------------- | ------- | ---------- | ------------------- | ----------------------------------------------------- | ----- | -------- |
|          | Leonzia (Leontia)     | Sergio, patrizio | ?       | ?          | 25 novembre 602     | Ottobre 610 Morte del marito giustiziato da Eraclio I | ?     | Foca     |

### Dinastia eracliana (610–711)
| Immagine | Nome italiano, latino         | Padre                                     | Nascita                                       | Matrimonio               | Diventò Imperatrice | Cessò di essere Imperatrice | Morte         | Consorte       |
| -------- | ----------------------------- | ----------------------------------------- | --------------------------------------------- | ------------------------ | ------------------- | --- | ------------- | -------------- |
|          | Fabia Eudocia (Fabia Eudoxia) | ?                                         | 580 circa                                     | 5 ottobre 610            | 5 ottobre 610       | 13 agosto 612 | 13 agosto 612 | Eraclio I      |
|          | Martina (Martina)             | Martinus                                  | ? Forse 613/614, ma alcuni sostengono nel 622 | 613                      | 613                 | 11 febbraio 641 Morte del marito per idropisìa                                                                                        | Dopo il 641   | Eraclio I      |
|          | Gregoria (Gregoria)           | Niceta                                    | 610                                           | 629/630                  | 11 febbraio 641     | Maggio 641 Morte del marito di tubercolosi                                                                                            | ?             | Costantino III |
|          |                               |                                           |                                               |                          |                     | |               | Eraclio II     |
|          | Fausta (Fausta)               | Usurpatore Valentino (Arsacidi d'Armenia) | 630                                           | 641                      | 641                 | 15 Settembre 668 Assassinio del marito da parte di un servo, probabilmente sotto l'ordine dell'usurpatore Mecezio (futuro imperatore) | Dopo il 668   | Costante II    |
|          |                               |                                           |                                               |                          |                     | |               | Mecezio        |
|          | Anastasia (Anastasia)         | ?                                         | ?                                             | ?                        | 668                 | Settembre 685 Morte del marito per dissenteria                                                                                        | Dopo il 711   | Costantino IV  |
|          | Eudochia (Eudokia)            | ?                                         | ?                                             | ?                        | 685                 | 695 Deposizione | ?             | Giustiniano II |
|          | Teodora di Cazaria (Theodora) | ?                                         | ?                                             | 703 Divorzio da Eudochia | 705 Restaurazione   | Dicembre 711 Assassinio del marito e del figlio da parte di Filippico Bardane (futuro imperatore)                                     | ?             | Giustiniano II |

### Non dinastico (695–705)Non dinastico (711–717)
Nessun imperatrice
| Immagine | Nome | Padre | Nascita | Matrimonio | Diventò Imperatrice | Cessò di essere Imperatrice | Morte | Consorte                    |
| -------- | ---- | ----- | ------- | ---------- | ------------------- | --------------------------- | ----- | --------------------------- |
|          |      |       |         |            |                     |                             |       | Leonzio (695-698)           |
|          |      |       |         |            |                     |                             |       | Tiberio III (698-705)       |
|          |      |       |         |            |                     |                             |       | Filippico Bardane (711-713) |
|          |      |       |         |            |                     |                             |       | Anastasio II (713-715)      |
|          |      |       |         |            |                     |                             |       | Teodosio III (715-717)      |

### Dinastia isauriana (717–802)
| Immagine | Nome italiano, latino, greco                                            | Padre                                              | Nascita   | Matrimonio      | Diventò Imperatrice | Cessò di essere Imperatrice | Morte                                   | Consorte               |
| -------- | ----------------------------------------------------------------------- | -------------------------------------------------- | --------- | --------------- | --- | --- | --------------------------------------- | ---------------------- |
|          | Maria (Maria) (Μαρία)                                                   | ?                                                  | ?         | ?               | 25 marzo 717 | 18 giugno 741 Morte del marito per idropisìa | ?                                       | Leone III              |
|          | Anna (Anna) (Αννα)                                                      | Imperatore d'Oriente Leone III (Dinastia isauriana | 705 circa | ?               | Giugno 741 imperatrice consorte rivale | Novembre 743 Sconfitta e, successivamente, morte del marito | Dopo il 743                             | Artavasde (usurpatore) |
|          | Tzitzak (Irene) (Ειρήνη)                                                | ?                                                  | ?         | 732 circa       | 732 come co-imperatrice consorte 18 giugno 741 come imperatrice consorte rivale 2 novembre 743 come unica imperatrice consorte                                                                        | 750 circa Morì, probabilmente, di parto | 750 circa Morì, probabilmente, di parto | Costantino V           |
|          | Maria (Maria) (Μαρία)                                                   | ?                                                  | ?         | 750 circa       | 750 circa | 751 circa | 751 circa                               | Costantino V           |
|          | Eudochia (Eudokia)                                                      | ?                                                  | ?         | 751             | 751 | 14 settembre 775 Morte del marito | ?                                       | Costantino V           |
|          | Irene d'Atene (Irene Sarantapechaina) (Ειρήνη Σαρανταπήχαινα ἡ Ἀθηναία) | (Sarantapechos)                                    | 752 circa | 17 dicembre 769 | 25 Marzo 775 come unica imperatrice consorte 8 settembre 780 come imperatrice reggente dell'Impero 14 gennaio 790 come co-imperatrice dell'Impero 19 agosto 797 come imperatrice regnante dell'Impero | 8 settembre 780 Avvelenò il marito per regnare da sola 14 gennaio 790 Il figlio Costantino VI, effettivo imperatore, compì diciotto anni 19 agosto 797 Avvelenò il figlio per regnare da sola Ottobre 802 Detronizzata da una congiura che pose sul trono Niceforo I | Esiliata a Lesbo, morì il 9 agosto 803  | Leone IV               |
|          | Maria di Amnia (Maria) (Μαρία)                                          | ?                                                  | 770 circa | Novembre 788    | Novembre 788 | Gennaio 795 Divorzio | Dopo l'823                              | Costantino VI          |
|          | Teodota (Theodote)                                                      | ?                                                  | 780 circa | Settembre 795   | Settembre 795 | 797 circa Assassinio del marito, avvelenato dalla madre | Dopo il 797                             | Costantino VI          |

### Dinastia di Niceforo I (802–813)
| Immagine | Nome italiano, latino, greco  | Padre                           | Nascita | Matrimonio      | Diventò Imperatrice                            | Cessò di essere Imperatrice                                           | Morte           | Consorte   |
| -------- | ----------------------------- | ------------------------------- | ------- | --------------- | ---------------------------------------------- | --------------------------------------------------------------------- | --------------- | ---------- |
|          |                               |                                 |         |                 |                                                |                                                                       |                 | Niceforo I |
|          | Teofano (Theophano) (Θεοφανώ) | ?                               | ?       | 20 dicembre 807 | 807 come co-imperatrice consorte 26 luglio 811 | 2 ottobre 811 Abdicazione del marito a favore del cognato             | ?               | Stauracio  |
|          | Procopia (Procopia)           | Imperatore d'Oriente Niceforo I | ?       | ?               | 2 ottobre 811                                  | 11 luglio 813 Il marito venne sconfitto nella battaglia di Versinicia | Dopo luglio 813 | Michele I  |

### Non dinastico (813–820)
| Immagine | Nome italiano, latino, greco    | Padre   | Nascita   | Matrimonio | Diventò Imperatrice | Cessò di essere Imperatrice                                                                     | Morte                                     | Consorte |
| -------- | ------------------------------- | ------- | --------- | ---------- | ------------------- | ----------------------------------------------------------------------------------------------- | ----------------------------------------- | -------- |
|          | Teodosia (Theodosia) (Θεοδοσία) | Arsaber | 775 circa | ?          | 11 luglio 813       | 25 dicembre 820 Il marito venne assassinato dal suo migliore amico, Michele (futuro imperatore) | 826 Morì esiliata sull'Isole dei Principi | Leone V  |

### Dinastia amoriana (820–867)
| Immagine | Nome italiano, latino, greco                           | Padre                                                   | Nascita   | Matrimonio    | Diventò Imperatrice                                               | Cessò di essere Imperatrice                                                                                               | Morte                                                                         | Consorte    |
| -------- | ------------------------------------------------------ | ------------------------------------------------------- | --------- | ------------- | ----------------------------------------------------------------- | --- | ----------------------------------------------------------------------------- | ----------- |
|          | Tecla (Thekla) (Θεόκλεια)                              | Bardane il Turco                                        | ?         | Prima del 803 | 25 dicembre 820                                                   | 823 circa | 823 circa                                                                     | Michele II  |
|          | Eufrosina (Euphrosine) (Θεοδοσία)                      | Imperatore d'Oriente Costantino VI (Dinastia isauriana) | 790 circa | 823 circa     | 823 circa                                                         | 2 ottobre 829 Morte naturale del marito                                                                                   | Dopo il 836 Fu rinchiusa dal figliastro in un convento e si perdono le tracce | Michele II  |
|          | Teodora (Theodora) (Θεοδώρα)                           | drungarios Marinos                                      | 815       | 5 giugno 830  | 5 giugno 830 20 gennaio 842 come imperatrice reggente dell'Impero | 20 gennaio 842 Morte del marito 19 gennaio 855 La sua reggenza fu rovesciata dal figlio Michele III e dal fratello Bardas | Dopo il 867                                                                   | Teofilo     |
|          | Eudocia Decapolitissa (Eudocia Decapolitixa) (Εὐδοκία) | ?                                                       | ?         | 855           | 855                                                               | 23/24/25 settembre 867 Il marito venne trucidato nel suo letto per ordine di Basilio (futuro imperatore)                  | ?                                                                             | Michele III |

### Dinastia dei Macedoni (867–1056)
| Immagine                                                      | Nome italiano, latino, greco                                  | Padre                                                        | Nascita   | Matrimonio | Diventò Imperatrice                                                                         | Cessò di essere Imperatrice                                                                                   | Morte                                                                                     | Consorte                                     |
| ------------------------------------------------------------- | ------------------------------------------------------------- | ------------------------------------------------------------ | --------- | --- | ------------------------------------------------------------------------------------------- | --- | ----------------------------------------------------------------------------------------- | -------------------------------------------- |
|                                                               | Eudocia Ingerina (Eudocia Ingerina) (Ευδοκία Ιγγερίνα)        | Inger                                                        | 840 circa | 865 | 26 maggio 866 come co-imperatrice consorte 24 settembre 867 come unica imperatrice consorte | 882 | 882                                                                                       | Basilio                                      |
|                                                               | Teofano (Theophano) (Θεοφανώ)                                 | ?                                                            | ?         | 883 | 29 agosto 886                                                                               | 893/897 | 10 novembre 897 Ritiratisi in un monastero, lì morì                                       | Leone VI                                     |
|                                                               | Zoe Zaoutzaina                                                | ?                                                            | ?         | 893/897 | 893/897                                                                                     | Maggio 899 | Maggio 899                                                                                | Leone VI                                     |
|                                                               | Eudocia Baïana                                                | ?                                                            | ?         | Primavera del 900 | Primavera del 900                                                                           | 12 aprile 901 Morì incinta (morte endouterina fetale)                                                         | 12 aprile 901 Morì incinta (morte endouterina fetale)                                     | Leone VI                                     |
|                                                               | Zoe Carbonopsina (Ζωή Καρϐωνοψίνα)                            | ?                                                            | ?         | 9 gennaio 906 | 9 gennaio 906                                                                               | 11 maggio 912 Morte del marito                                                                                | ?                                                                                         | Leone VI                                     |
|                                                               |                                                               |                                                              |           | |                                                                                             | |                                                                                           | Alessandro (912-913)                         |
|                                                               | Zoe Carbonopsina (Ζωή Καρϐωνοψίνα)                            | ?                                                            | ?         | | Alla morte di Alessandro (913), Zoe tornò e ottenne la reggenza con il figlio.              | Romano Lecapeno fece sposare sua figlia Elena con il figlio di Zoe e la detronizzò 919                        | ?                                                                                         |                                              |
|                                                               | Elena Lecapena                                                | Imperatore d'Oriente Romano I                                | 910       | Maggio 919 | Maggio 919 come co-imperatrice consorte 27 gennaio 945 come unica imperatrice consorte      | 9 novembre 959 Morte del marito, molto malato                                                                 | Fu costretta, assieme alle figlie, a farsi suora e morì in solitudine il 19 settembre 961 | Costantino VII                               |
|                                                               | Teodora (Theodora) (Θεοδώρα)                                  | ?                                                            | ?         | ? | Settembre 920 Cesarissa 17 dicembre 920 imperatrice consorte madre                          | 20 febbraio 922                                                                                               | 20 febbraio 922                                                                           | Romano I                                     |
|                                                               | Teofano (Theophano) (Θεοφανώ)                                 | Anastaso                                                     | 941       | 956 | 956 come co-imperatrice consorte 9 novembre 959 unica imperatrice consorte                  | 15 marzo 963 Morte del marito                                                                                 | Dopo il 976                                                                               | Romano II                                    |
| Agosto 963 (per la 2ª volta)                                  | Agosto 963 (per la 2ª volta)                                  | Anastaso                                                     | 941       | 10/11 dicembre 969 Lei organizzò una cospirazione con l'amante Giovanni Zimisce e Niceforo II fu assassinato nella sua camera da letto. | Niceforo II                                                                                 | | Dopo il 976                                                                               |                                              |
|                                                               | Teodora (Theodora) (Θεοδώρα)                                  | Imperatore d'Oriente Costantino VII (Dinastia dei Macedoni)  | 946 circa | Novembre 971 | Novembre 971                                                                                | 10 gennaio 976 Morte del marito di tifo (forse avvelenato)                                                    | ?                                                                                         | Giovanni I Zimisce                           |
|                                                               |                                                               |                                                              |           | |                                                                                             | |                                                                                           | Basilio II (976-1025) co-imperatore maggiore |
|                                                               | Elena                                                         | Alypius                                                      | ?         | 976? | 976? come unica imperatrice o imperatrice consorte minore                                   | 11 novembre 1028 Morte per malattia del marito                                                                | ?                                                                                         | Costantino VIII                              |
|                                                               | Zoe Porfirogenita (Ζωή Πορφυρογέννητη)                        | Imperatore d'Oriente Costantino VIII (Dinastia dei Macedoni) | 978       | 12 novembre 1028 | 15 novembre 1028 (per la 1ª volta) come imperatrice co-regnante                             | 11 aprile 1034                                                                                                | Giugno 1050                                                                               | Romano III                                   |
| 11 aprile 1034 (per la 2ª volta) come imperatrice co-regnante | 11 aprile 1034 (per la 2ª volta) come imperatrice co-regnante | Imperatore d'Oriente Costantino VIII (Dinastia dei Macedoni) | 978       | 10 dicembre 1041 | Michele IV                                                                                  | | Giugno 1050                                                                               |                                              |
| 11 giugno 1042 (per la 3ª volta) come imperatrice co-regnante | 11 giugno 1042 (per la 3ª volta) come imperatrice co-regnante | Imperatore d'Oriente Costantino VIII (Dinastia dei Macedoni) | 978       | Giugno 1050 | Giugno 1050                                                                                 | Costantino IX                                                                                                 |                                                                                           |                                              |
|                                                               |                                                               |                                                              |           | |                                                                                             | |                                                                                           | Michele V (1041-1042)                        |
|                                                               | Zoe Porfirogenita (Ζωή Πορφυρογέννητη)                        | Imperatore d'Oriente Costantino VIII (Dinastia dei Macedoni) | 978       | | 19 aprile 1042 come co-imperatrice regnante                                                 | 12 giugno 1042 Matrimonio con Costantino IX                                                                   | Giugno 1050                                                                               |                                              |
|                                                               | Teodora Porfirogenita (Θεοδώρα Πορφυρογέννητη)                | Imperatore d'Oriente Costantino VIII (Dinastia dei Macedoni) | 984       | | 19 aprile 1042 come co-imperatrice regnante 11 gennaio 1055 come imperatrice regnante       | 12 giugno 1042 Matrimonio della sorella Zoe con Costantino IX 31 agosto 1056 Morì per un disturbo intestinale | 31 agosto 1056                                                                            |                                              |
|                                                               |                                                               |                                                              |           | |                                                                                             | |                                                                                           | Michele VI (1056-1057)                       |

### Dinastia comnena (1057-1059)
| Immagine | Nome italiano, latino, greco                  | Padre                          | Nascita | Matrimonio     | Diventò Imperatrice                                                                             | Cessò di essere Imperatrice             | Morte        | Consorte |
| -------- | --------------------------------------------- | ------------------------------ | ------- | -------------- | ----------------------------------------------------------------------------------------------- | --------------------------------------- | ------------ | -------- |
|          | Caterina di Bulgaria (Ekaterina) (Αἰκατερίνη) | Zar di Bulgaria Ivan Vladislav | ?       | Prima del 1057 | 5 giugno 1057 come imperatrice consorte rivale 31 d'agosto 1057 come unica imperatrice consorte | 22 novembre 1059 Abdicazione del marito | Dopo il 1059 | Isacco I |

### Dinastia Ducas (1059–1081)
| Immagine                                                      | Nome italiano, greco                                          | Padre                                                                    | Nascita    | Matrimonio                           | Diventò Imperatrice | Cessò di essere Imperatrice                 | Morte        | Consorte     |
| ------------------------------------------------------------- | ------------------------------------------------------------- | ------------------------------------------------------------------------ | ---------- | ------------------------------------ | --- | ------------------------------------------- | ------------ | ------------ |
|                                                               | Eudocia Macrembolitissa (Ευδοκία Μακρεμβολίτισσα)             |                                                                          | 1021       | Prima del 1050                       | 22 novembre 1059 (per la 1ª volta) come imperatrice consorte                                                                         | 22 maggio 1067 Morte del marito di malattia | 1096         | Costantino X |
| 1 gennaio 1068 (per la 2ª volta) come imperatrice co-reggente | 1 gennaio 1068 (per la 2ª volta) come imperatrice co-reggente | 26 agosto 1071 Morte del marito a causa delle torture di Andronico Ducas | 1021       | Romano IV                            | |                                             | 1096         |              |
|                                                               | Eudocia Macrembolitissa (Ευδοκία Μακρεμβολίτισσα)             |                                                                          | 1021       |                                      | 26 agosto 1071 come imperatrice co-reggente con il figlio Michele                                                                    | 24 ottobre 1701                             | 1096         |              |
|                                                               | Maria Bagrationi (Μαρία της Αλανίας)                          | Re di Georgia Bagrat IV (Bagration)                                      | 1050 circa | 1065                                 | 1065 come imperatrice consorte minore 22 maggio 1067 come co-imperatrice 1071 unica imperatrice consorte 1075 come imperatrice madre | 31 marzo 1078 Abdicazione del marito        | Dopo il 1103 | Michele VII  |
| 1078                                                          | 1078                                                          | Re di Georgia Bagrat IV (Bagration)                                      | 1050 circa | 4 aprile 1081 Abdicazione del marito | Niceforo III |                                             | Dopo il 1103 |              |

### Dinastia comnena (1081–1185)
| Immagine | Nome italiano, latino, greco                       | Padre                                                  | Nascita | Matrimonio                                                                         | Diventò Imperatrice                                                              | Cessò di essere Imperatrice                                                                                        | Morte                                             | Consorte    |
| -------- | -------------------------------------------------- | ------------------------------------------------------ | ------- | ---------------------------------------------------------------------------------- | -------------------------------------------------------------------------------- | --- | ------------------------------------------------- | ----------- |
|          | Irene Ducaena (Irene) (Εἰρήνη Δούκαινα)            | Andronico Ducas (Ducas)                                | 1066    | 1078                                                                               | 4 aprile 1081                                                                    | 15 agosto 1118 Morte del marito (forse gotta)                                                                      | ?                                                 | Alessio I   |
|          | Piroska d'Ungheria (Irene) (Ειρήνη Ουγγαρίας)      | Re d'Ungheria Ladislao I (Arpadi)                      | 1088    | 1104                                                                               | 1104 come co-imperatrice consorte 15 agosto 1118 come unica imperatrice consorte | 13 agosto 1134 | 13 agosto 1134                                    | Giovanni II |
|          | Berta di Sulzbach (Irene) (Εἰρήνη)                 | Conte di Sulzbach Berengario II                        | 1110    | Dopo l'Epifania del 1146                                                           | Dopo l'Epifania del 1146                                                         | 1159 | 1159                                              | Manuele I   |
|          | Maria d'Antiochia (Maria) (Μαρία)                  | Principe d'Antiochia Raimondo di Poitiers (Ramnulfidi) | 1145    | 24 dicembre 1161 24 settembre 1180 come imperatrice reggente                       | 24 dicembre 1161 24 settembre 1180 come imperatrice reggente                     | 24 settembre 1180 1182 (assassinata)                                                                               | 1182 Venne fatta assassinare da Andronico Comneno | Manuele I   |
|          | Agnese di Francia (Agnès di Francia) (Anna) (Αννα) | Re di Francia Luigi VII (Capetingi)                    | 1171    | 2 marzo 1180                                                                       | 24 settembre 1180                                                                | Ottobre 1183 Il marito, appena quattordicenne, fu strangolato con una corda d'arco per ordine di Andronico Comneno | Dopo il 1204                                      | Alessio II  |
| 1183     | 1183                                               | Re di Francia Luigi VII (Capetingi)                    | 1171    | 12 settembre 1185 Il marito fu spodestato da Isacco Angelo e trucidato dalla folla | Andronico I                                                                      | | Dopo il 1204                                      |             |

### Dinastia degli Angeli (1185–1204)
| Immagine | Nome italiano, latino, greco                                             | Padre                                | Nascita    | Matrimonio | Diventò Imperatrice                 | Cessò di essere Imperatrice                                           | Morte | Consorte               |
| -------- | ------------------------------------------------------------------------ | ------------------------------------ | ---------- | ---------- | ----------------------------------- | --------------------------------------------------------------------- | ----- | ---------------------- |
|          | Margherita d'Ungheria (Margarita) (Μαργαρίτα)                            | Re d'Ungheria Béla III (Arpadi)      | 1175       | 1185       | 12 settembre 1185 (per la 1ª volta) | 8 aprile 1195 Il marito fu deposto ed accecato dal fratello Alessio   | 1223  | Isacco II              |
|          | Euphrosyne Doukaina Kamatera (Ευφροσύνη Δούκαινα Καματερίνα or Καματηρά) | Andronico Camatero (Kamateros-Ducas) | 1155 circa | 1169 circa | 8 aprile 1195                       | 17/18 luglio 1203 Restaurazione del trono di Isacco II                | 1211  | Alessio III            |
|          | Margherita d'Ungheria (Margarita) (Μαργαρίτα)                            | Re d'Ungheria Béla III (Arpadi)      | 1175       | 1185       | Luglio 1203 (per la 2ª volta)       | Gennaio 1204 Morte del marito di vecchiaia o assassinato da Alessio V | 1223  | Isacco II              |
|          |                                                                          |                                      |            |            |                                     |                                                                       |       | Alessio IV (1203-1204) |

### Dinastia Ducas (1204)
| Immagine | Nome italiano, greco                                   | Padre                                     | Nascita         | Matrimonio | Diventò Imperatrice | Cessò di essere Imperatrice | Morte | Consorte  |
| -------- | ------------------------------------------------------ | ----------------------------------------- | --------------- | --- | --- | --- | ----- | --------- |
|          | Eudocia Angelina (Eudocia Angelina) (Ευδοκία Αγγελίνα) | Imperatore d'Oriente Alessio III (Angeli) | 1 dicembre 1083 | 1204? Regno brevissimo. Furono deposti durante l'assedio di Costantinopoli, il marito fu assassinato (gettato dai crociati giù dalla colonna di Teodosio) | 1204? Regno brevissimo. Furono deposti durante l'assedio di Costantinopoli, il marito fu assassinato (gettato dai crociati giù dalla colonna di Teodosio) | 1204? Regno brevissimo. Furono deposti durante l'assedio di Costantinopoli, il marito fu assassinato (gettato dai crociati giù dalla colonna di Teodosio) | 1211  | Alessio V |

### Assedio di Costantinopoli (1204)
Nel 1204 si ha il secondo assedio di Costantinopoli, parte della quarta crociata indetta da papa Innocenzo III (1202-04). La crociata portò allo smembramento dell'Impero bizantino in vari Stati:
- Impero latino di Costantinopoli (1204-1261)
- Impero di Nicea (1204-1261)
- Impero di Trebisonda (1204-1461)
- Despotato d'Epiro (1204-1337/40) (1356-1479)

### Dinastia dei Paleologi (1261–1453)
| Immagine | Nome italiano, latino, greco                                                | Padre                                             | Nascita            | Matrimonio                                                                    | Diventò Imperatrice | Cessò di essere Imperatrice | Morte | Consorte                          |
| -------- | --------------------------------------------------------------------------- | ------------------------------------------------- | ------------------ | ----------------------------------------------------------------------------- | --- | --- | --- | --------------------------------- |
|          | Teodora Ducena Vatatzina (Theodora) (Θεοδώρα Δούκαινα Κομνηνή Παλαιολογίνα) | Giovanni Vatatze (Vatatzes)                       | 1240               | 1253                                                                          | 1º gennaio 1259 imperatrice consorte di Nicea 25 luglio 1261 imperatrice consorte di Costantinopoli (restaurazione) 8 novembre 1273 imperatrice consorte madre 1281 unica imperatrice consorte | 11 dicembre 1282 Morte naturale del marito | 4 marzo 1303 Morì di malattia | Michele VIII                      |
|          | Anna d'Ungheria (Anna) (Αννα)                                               | Re d'Ungheria Stefano V (Árpád)                   | 1260 circa         | 8 Novembre 1273 co-imperatrice consorte                                       | 8 Novembre 1273 co-imperatrice consorte | 1281/1282 | 1281/1282 | Andronico II                      |
|          | Violante di Monferrato (Violante)                                           | Marchese del Monferrato Guglielmo VII (Aleramici) | 1274               | 1284 unica imperatrice consorte 16 gennaio 1294 imperatrice consorte maggiore | 1284 unica imperatrice consorte 16 gennaio 1294 imperatrice consorte maggiore | 1317 | 1317 | Andronico II                      |
|          | Rita di Armenia (Margarita) (μαργαριτης)                                    | Re di Armenia Leone II (III) (Hetumidi)           | 10/11 gennaio 1278 | 1185 circa                                                                    | 16 gennaio 1294 imperatrice consorte minore 1317 unica imperatrice consorte | 12 ottobre 1320 Morte del marito per un ictus | Si ritirò in un monastero nel 1328 a causa della guerra civile e lì morì nel luglio 1333 | Michele IX                        |
|          | Adelaide di Brunswick (Margarita) (Εἰρήνη)                                  | Duca di Brunswick-Grubenhagen Enrico I (Welfen)   | 1293 circa         | Marzo 1318                                                                    | Marzo 1318 co-imperatrice consorte Luglio 1321 imperatrice consorte rivale | Morì durante la guerra civile a Rhaedestus il 16/17 agosto 1324 | Morì durante la guerra civile a Rhaedestus il 16/17 agosto 1324 | Andronico III                     |
|          | Anna di Savoia (Giovanna) (Anna) (Αννα)                                     | Conte di Savoia Amedeo V (Savoia)                 | 1306               | Ottobre 1326                                                                  | Ottobre 1326 imperatrice consorte rivale 24 maggio 1328 unica imperatrice consorte 15 giugno 1341 imperatrice reggente                                                                         | 15 giugno 1341 Morte del marito 1347 Fine della reggenza | Nel 1351 lasciò Costantinopoli per Tessalonica e qui, dopo essere diventata una suora, morì nel 1359 (ca.) | Andronico III                     |
|          | Irene Asanina (Irene) (Εἰρήνη)                                              | Epitropos Andronico Asen (Asen)                   | 1300 circa         | Prima del 1320                                                                | 26 ottobre 1341 imperatrice consorte rivale 8 febbraio 1347 co-imperatrice consorte | 4 dicembre 1354 | Tra il 1363 e il 1379 (?) | Giovanni VI                       |
|          | Elena Cantacuzena (Helena) (Έλενα Καντακουζηνή)                             | Imperatore d'Oriente Giovanni VI (Cantacuzeni)    | 1333               | 28/29 maggio 1347                                                             | 28/29 maggio 1347 co-imperatrice consorte 1352 imperatrice consorte rivale 4 dicembre 1354 imperatrice consorte maggiore                                                                       | 12 agosto 1376 Trono usurpato dal figlio Andronico IV | 10 dicembre 1396 | Giovanni V                        |
|          | Irene Paleologa (IRENE) (Εἰρήνη)                                            | Despotēs Demetrio Palaiologo (Paleologi)          | 1327               | 1340                                                                          | 15 aprile 1353 co-imperatrice consorte 4 dicembre 1354 imperatrice consorte rivale | Catturati dai Serbi nel 1356, Matteo fu costretto ad abdicare | Catturati dai Serbi nel 1356, Matteo fu costretto ad abdicare | Matteo Cantacuzeno (usurpatore)   |
|          | Keratsa-Maria di Bulgaria (Maria) (Μαρία) (Кераца-Мария)                    | Zar di Bulgaria Ivan Alessandro (Shishman)        | 1348               | Dopo il 17 agosto 1355                                                        | Dopo il 17 agosto 1355 co-imperatrice consorte 12 agosto 1376 imperatrice consorte maggiore | 1º luglio 1379 Giovanni V fu restaurato sul trono | Passò gli ultimi anni della sua vita come una suora, col nome di Mathissa, e morì nel 1390 | Andronico IV                      |
|          | Elena Cantacuzena (Helena) (Έλενα Καντακουζηνή)                             | Imperatore d'Oriente Giovanni VI (Cantacuzeni)    | 1333               | 28/29 maggio 1347                                                             | 1º luglio 1379 imperatrice consorte maggiore (restaurazione) | 16 febbraio 1391 Morte del marito di gotta | 10 dicembre 1396 | Giovanni V                        |
|          | Elena Dragaš (Helena) (Έλενα Δραγάση)                                       | Despotēs Costantino Dragaš (Dragaš)               | 1372 circa         | 10 febbraio 1392 imperatrice consorte                                         | 10 febbraio 1392 imperatrice consorte | 21 luglio 1425 Morte del marito | 23 maggio 1450 È venerata dalla Chiesa ortodossa sotto il nome di Santa Hypomone (Ὑπομονὴ) | Manuele II                        |
|          | Irene Gattilusio (Irene) (Εἰρήνη)                                           | Signore di Lesbo Francesco II (Gattilusio)        | 1384               | Prima del 1397 co-imperatrice consorte                                        | Prima del 1397 co-imperatrice consorte | 22 settembre 1408 Morte del marito | Ritiratisi a Lemno, si fece suora sotto il nome di Eugenia e morì il 1º giugno 1440. Fu sepolta nella Chiesa di Cristo Pantocratore | Giovanni VII (usurpatore)         |
|          | Anna Vasilievna di Mosca (Anna) (Αννα)                                      | Gran Principe di Russia Basilio I (Rjurikidi)     | 1393               | 1411 circa                                                                    | 1416 Despoina e dopo co-imperatrice consorte | Agosto 1417 | Agosto 1417 | Giovanni VIII                     |
|          | Sofia Paleologa di Monferrato (Sophia) (Σοφία)                              | Marchese del Monferrato Teodoro II (Palaiologoi)  | 1396               | 19 gennaio 1421                                                               | 19 gennaio 1421 co-imperatrice consorte 21 luglio 1425 unica imperatrice consorte | Non avendo avuto figlio, fu ripudiata dal marito nell'agosto 1426 e, ritornata in patria, si fece suora | 21 agosto 1434 | Giovanni VIII                     |
|          | Maria di Trebisonda (Maria Trapetiutina) (Μαρία της Τραπεζούντας)           | Imperatore di Trebisonda Alessio IV (Comneni)     | ?                  | Settembre 1427                                                                | Settembre 1427 | Il 17 dicembre 1439 morì a causa della peste bubbonica e fu tumulata nella chiesa di Cristo Pantocratore. Fu l'ultima imperatrice, in quanto Costantino XI era vedovo e nel 1453 Costantinopoli cadde sotto l'assedio dei Turchi ottomani. | Il 17 dicembre 1439 morì a causa della peste bubbonica e fu tumulata nella chiesa di Cristo Pantocratore. Fu l'ultima imperatrice, in quanto Costantino XI era vedovo e nel 1453 Costantinopoli cadde sotto l'assedio dei Turchi ottomani. | Giovanni VIII                     |
|          |                                                                             |                                                   |                    |                                                                               | | | | Costantino XI (ultimo imperatore) |

### Caduta di Costantinopoli (1453)
Nel 1453 i turchi dell'Impero ottomano assediarono la città di Costantinopoli. L'imperatore Costantino XI morì in battaglia e la città fu conquistata il 29 maggio di quello stesso anno. Dopo 1058 anni cessò di esistere l'Impero romano d'Oriente.